# Министерство экономики и промышленности Болгарии
Министерство экономики и промышленности Болгарии (болг. Министерство на икономиката и индустрията) отвечает за регулирование экономики и промышленности страны. Создано 13 декабря 2021 года.
Министерство экономики было основано в декабре 1999 года путём слияния Министерства промышленности и Министерства торговли и туризма. В августе 2005 года было сформировано текущее Министерство экономики и энергетики в результате слияния бывшего Министерства экономики и Министерства энергетики и энергетических ресурсов.
С августа 2005 года по 18 июля 2007 года министром экономики и энергетики являлся Румен Овчаров из Болгарской социалистической партии.
С 7 ноября 2014 года (второе правительство Бойко Борисова) министерство было разделено на три: Министерство экономики, Министерство энергетики и Министерство туризма. Министрами назначены, соответственно: Божидар Лукарский (Реформаторский блок), Теменужка Петкова (ГЕРБ) и Николина Ангелкова (ГЕРБ).